# Hòn Thầy Bói
Hòn Thầy Bói, là một hòn đảo nhỏ trong vịnh Thái Lan, thuộc chủ quyền Việt Nam. Đảo nằm về phía tây bắc đảo Phú Quốc, cách bờ biển đảo Phú Quốc 2,67 km, cách Hòn Bần 1,53 km về hướng bắc, chệch hướng đông bắc. Hòn Thầy Bói là một hòn đảo nhỏ, chỉ có diện tích khoảng 3.700 m2, đường bờ biển dài khoảng 250 mét. Tọa độ 10°21′31″B 103°48′31″Đ / 10,358603°B 103,808666°Đ.
Hòn Thầy Bói quản lý bởi chính quyền thành phố Phú Quốc, tỉnh Kiên Giang, Việt Nam. Trên đảo không có người ở, cũng như Hòn Bần, hoạt động đến đảo chủ yếu từ các công ty khai thác du lịch.